# Эггерт, Маррен
Маррен Эггерт (Maren Eggert; род. 30 января 1974, Гамбург, Германия) — немецкая актриса. Обладательница премии Серебряный медведь Берлинского кинофестиваля за главную роль в романтической комедии «Я создан для тебя».

## Карьера
Маррен родилась в Гамбурге. С 1994 по 1998 год она училась актёрскому мастерству в школе Отто Фалькенберга в Мюнхене. С 1998 по 2000 год играла в Бохумском драматическом театре, позже — в Thalia Theater в Гамбурге. С 2009 года Эггерт является постоянным членом труппы Немецкого театра в Берлине.
Актриса наиболее известна ролью Фриды Юнг в немецком телесериале «Место преступления», а также ролью Доры в фильме «Эксперимент» 2001 года, где её партнёром выступил Мориц Бляйбтрой.
В 2004 году на Каннском кинофестивале состоялась премьера драмы «Марсель» с Маррен Эггерт в главной роли. А в начале августа 2021 года в российский прокат выйдет романтическая комедия «Я создан для тебя» с актрисой в главной роли. За работу в картине Эггерт удостоена премии Серебряный медведь Берлинского кинофестиваля.

## Личная жизнь
Актриса живёт в Берлине вместе с мужем Петером Йорданом. У пары двое детей.

## Избранная фильмография
- 1997 — Аптекарша / Die Apothekerin
- 1998 — Двое мужчин, две женщины — 4 проблемы? / 2 Männer, 2 Frauen — 4 Probleme!?
- 2000 — Королева — Марианна Хоппе / Die Königin — Marianne Hoppe
- 2001 — Эксперимент / Das Experiment (Дора)
- 2003 — Игра в любовь / Liebelei (Кристина)
- 2004 — Марсель / Marseille (Софи)
- 2006 — Женщина в конце пути / Die Frau am Ende der Straße (Мартина Шнайдер)
- 2010 — Аэропорт Орли / Orly (Сабин)
- 2015 — Порядочный человек / Nichts passiert (Мартина)
- 2019 — Жираф / Giraffe (Кейт)
- 2021 — Я создан для тебя / Ich bin dein Mensch (Альма)